# Scotochrosta pulla
Scotochrosta pulla là một loài bướm đêm trong họ Noctuidae.